# Take the Long Way Home: Live in Montreal
 (mai 2023).
Si vous disposez d'ouvrages ou d'articles de référence ou si vous connaissez des sites web de qualité traitant du thème abordé ici, merci de compléter l'article en donnant les références utiles à sa vérifiabilité et en les liant à la section « Notes et références ».
Pour les articles homonymes, voir Long Way Home.
Albums de Roger Hodgson
Open the Door
(2000) Classics Live
(2010)
Take the Long Way Home est un DVD de Roger Hodgson, ancien guitariste-pianiste-chanteur du groupe rock britannique Supertramp. Il témoigne d'un concert donné dans la Salle Wilfrid-Pelletier de la Place des Arts de Montréal le 6 juin 2006. 
Le DVD comprend un concert solo de 75 minutes filmé en direct à la Place des Arts à Montréal, le 6 juin 2006. En plus du concert, il contient plus de 90 minutes de bonus avec des séquences inédites de performances en solo et avec un groupe accompagnateur, des entrevues exclusives, des images en coulisses, un vidéo-clip de test du son, des interviews de fans, une galerie de photos et divers extraits de chansons du répertoire de Hodgson.

## Liste des titres
1. Take the Long Way Home (Rick Davies, Roger Hodgson)
2. Give a Little Bit (Rick Davies, Roger Hodgson)
3. Lovers In the Wind (Roger Hodgson)
4. Hide In Your Shell (Rick Davies, Roger Hodgson)
5. Oh Brother (Roger Hodgson)
6. The Logical Song (Rick Davies, Roger Hodgson)
7. Easy Does It (Rick Davies, Roger Hodgson)
8. Sister Moonshine (Rick Davies, Roger Hodgson)
9. Love Is A Thousand Times (Roger Hodgson)
10. Breakfast In America (Rick Davies, Roger Hodgson)
11. Don't Leave Me Now (Rick Davies, Roger Hodgson)
12. Dreamer (Rick Davies, Roger Hodgson)
13. It's Raining Again (Rick Davies, Roger Hodgson)
14. School (Rick Davies, Roger Hodgson)
15. Two of Us (Rick Davies, Roger Hodgson)
16. Give a Little Bit (Rick Davies, Roger Hodgson)

## Musiciens
- Roger Hodgson - Claviers, guitare acoustique, piano, chant
- Aaron MacDonald - Saxophones, clarinette, claviers, piano, chœurs